# Dia Mundial da Água
O Dia Mundial da Água foi criado pela Assembleia Geral da Organização das Nações Unidas através da resolução A/RES/47/193 de 21 de fevereiro de 1993, declarando todo o dia 22 de março de cada ano como sendo o Dia Mundial das Águas (DMA), para ser observado a partir de 1993, de acordo com as recomendações da Conferência das Nações Unidas sobre Meio Ambiente e Desenvolvimento contidas no capítulo 18 (Recursos hídricos) da Agenda 21.
Nesse período vários Estados foram convidados, como se fosse mais apropriado no contexto nacional, a realizar no Dia, atividades concretas que promovam a conscientização pública através de publicações e difusão de documentários e a organização de conferências, mesas redondas, seminários e exposições relacionadas à conservação e desenvolvimento dos recursos hídricos e/ou a implementação das recomendações proposta pela Agenda 21. A cada ano, uma agência diferente das Nações Unidas produz um kit para imprensa sobre o DMA que é distribuído nas redes de agências contatadas. Este kit tem como objetivos, além de focar a atenção nas necessidades, entre outras, de:
- Tocar assuntos relacionados a problemas de abastecimento de água potável;
- Aumentar a consciência pública sobre a importância de conservação, preservação e proteção da água, fontes e suprimentos de água potável;
- Aumentar a consciência dos governos, de agências internacionais, organizações não governamentais e setor privado;
- Promover campanhas sobre a importância da água.

## Temas
Os temas dos DMA anteriores foram:
| - 2023: Acelerando Mudanças — Seja a mudança que você deseja ver no Mundo - 2022: Águas subterrâneas: Tornando o invisível visível - 2021: Valorizar a água - 2020: Água e mudanças climáticas - 2019: Não deixe ninguém para trás - 2018: A natureza pela água - 2017: Por que desperdiçar água? - 2016: Água e Empregos: Investir em Água é Investir em Empregos - 2015: Água e Desenvolvimento Sustentável - 2014: Água e Energia |  | - 2013: Cooperação pela Água - 2012: Água e segurança alimentar - 2011: Água para as Cidades — Respondendo ao desafio urbano - 2010: Água limpa para um mundo saudável - 2009: Águas Comuns, Oportunidades Comuns - 2008: Saneamento - 2007: Lidando com a escassez de água - 2006: Água e cultura - 2005: Água para a vida - 2004: Água e desastres |  | - 2003: Água para o futuro - 2002: Água para o desenvolvimento - 2001: Água e saúde - 2000: Água para o século XXI - 1999: Todos vivem rio abaixo - 1998: Água subterrânea: o recurso invisível - 1997: Águas do Mundo: há suficiente? - 1996: Água para cidades sedentas - 1995: Mulheres e Água - 1994: Cuidar de nossos recursos hídricos é função de cada um. |

A partir de 2001 ficou restrito a cada país a adoção da Agenda 21.
Em Portugal foi criado o Dia Nacional da Água, comemorado a 1 de outubro de cada ano.